# Marcelo Bordon
Marcelo José Bordon (sinh ngày 7 tháng 1 năm 1976 ở Ribeirao Preto) là một cựu trung vệ người Brazil. Từ năm 2004 anh chơi cho Schalke 04. Anh gia nhập câu lạc bộ với giá 2,6 triệu Euro sau khi chuyển từ VfB Stuttgart. Ở đây, anh trở thành trung vệ trụ cột bên cạnh Mladen Krstajic, với trình độ chuyên môn tốt cùng khả năng dẫn dắt đội bóng anh được bầu là đội trưởng của đội bóng từ mùa giải 2006-07. Mặc dù không phải là thành viên quan trọng trong đội tuyển Brazil, anh là thành viên đội tuyển vô địch Copa America 2004.